# Tullamore Dew
Tullamore Dew, na většině lahví psáno v podobě Tullamore D.E.W. (typicky s graficky upozaděnými tečkami), je značka irské whiskey vyráběná firmou William Grant & Sons. Je to druhá nejprodávanější značka irské whisky na světě, s prodejem více než 1 500 000 beden ročně (k roku 2020).
Whiskey se původně vyráběla v irské obci Tullamore v hrabství Offaly, ve staré palírně Tullamore, která byla založena v roce 1829. Její název je odvozen od iniciál Daniela E. Williamse (D.E.W.), generálního ředitele a později i majitele palírny. V roce 1954 byla původní palírna uzavřena, a značka byla prodána společnosti John Powers & Son. V roce 1966 se John Powers & Son sloučila s dalšími dvěma irskými lihovary a vytvořila firmu Irish Distillers. Od 70. let se „tullamorka“ vyráběla v Midleton Distillery v hrabství Cork. V roce 1994 se společnost Irish Distillers rozhodla soustředit na propagaci značky Jameson a prodala značku Tullamore Dew společnosti C&C Group. Ta celou svou divizi likérů a lihovin prodala v roce 2010 společnosti William Grant & Sons za 300 milionů eur. Firma William Grant & Sons postavila v roce 2014 nový lihovar na okraji Tullamore, čímž se whiskey po šedesáti letech vrátila domů.
Whiskey Tullamore Dew je oblíbeným pitím Lisbeth Salanderové, hlavní hrdinky známé krimi ságy Stiega Larssona Millennium. Během svých vystoupení jí často konzumoval americký folkový zpěvák Dave Van Ronk.